# Flucht nach Varennes

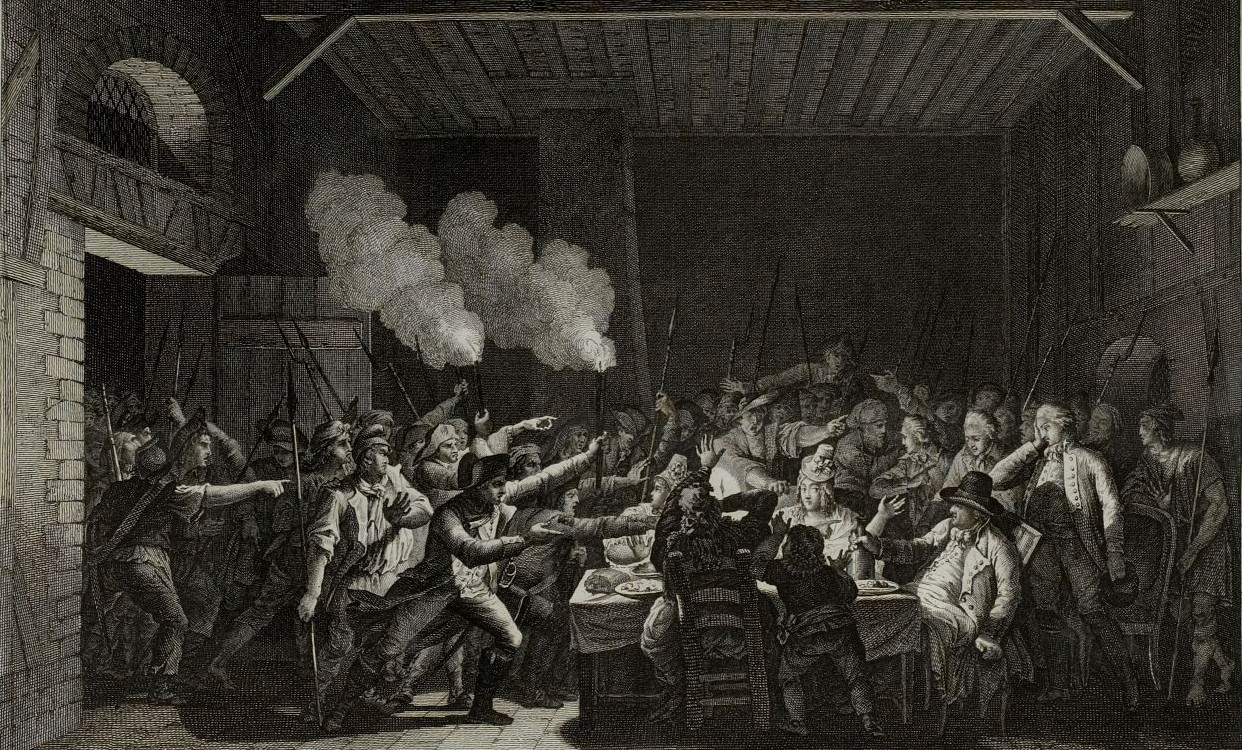
Jean-Louis Prieur: Die Verhaftung Ludwigs XVI. in Varennes am 22. Juni 1791. Kupferstich, Musée de la Révolution française.

Als Flucht nach Varennes (französisch Fuite à Varennes) wird der Fluchtversuch des französischen Königs Ludwig XVI. und seiner Familie aus dem revolutionären Paris in der Nacht vom 20. auf den 21. Juni 1791 bezeichnet. Wohin sie letztlich wollten und welche Motive sie leiteten, ist in der Forschung umstritten.
Die Flucht endete vorzeitig in dem kleinen Ort Varennes-en-Argonne, nachdem Ludwig von einem Postmeister erkannt worden war. Capitaine Jean-Louis Romeuf führte die königliche Familie unter Geleitschutz durch die Nationalgarde nach Paris zurück, wo der König kurzfristig von seinen Rechten und Pflichten suspendiert wurde. Da die Abgeordneten der Nationalversammlung zu diesem Zeitpunkt keine Alternative zur geplanten Einführung der konstitutionellen Monarchie in der Verfassung von 1791 sahen, einigten sie sich darauf, den Fluchtversuch als „Entführung“ auszugeben, und beließen Ludwig auf seiner Position.
Das Vertrauen der meisten Abgeordneten in seinen guten Willen hatte Ludwig durch seinen Fluchtversuch indes nachhaltig erschüttert; das Ereignis gab republikanischen Gruppierungen in Frankreich starken Auftrieb. Die Mitglieder des Club des Cordeliers erklärten noch am Tag der Flucht: „Endlich sind wir frei und ohne König“. Eine durch sie knapp einen Monat später organisierte Demonstration für die Abschaffung der Monarchie endete im Massaker auf dem Marsfeld.

## Geschichte

### Vorgeschichte und Anlass
Seit dem Sturm auf die Bastille hatte es wiederholt Pläne gegeben, Ludwig XVI. solle aus dem revolutionären Paris oder sogar aus Frankreich fliehen. Am 16. Juli 1789 hatten der spanische Botschafter Carlos José Gutiérrez de los Ríos y Rohan-Chabot und Charles Philippe, ein Bruder des Königs vorgeschlagen, er solle sich nach Metz absetzen. Nachdem die Poissarden am 6. Oktober 1789 seine Übersiedlung aus dem Schloss Versailles in den Palais des Tuileries erzwungen hatten, wo er de facto ein Gefangener war, versuchte Graf Mirabeau ihn davon zu überzeugen, sich in die Normandie abzusetzen. Frankreich zu verlassen würde den König dem Verdacht aussetzen, sich mit dem Ausland verschworen zu haben. Von den Provinzen aus könne er aus einer Position der Stärke heraus eine Verfassung mit einer starken monarchischen Exekutive aushandeln. Im Dezember 1789 plante Thomas de Mahy de Favras, ein Leutnant der Leibwache von Prinz Louis Stanislas Xavier, einem weiteren Bruder des Königs, ihn nach Metz oder Peronne zu entführen. Der Plan wurde aufgedeckt, de Favras wurde als Hochverräter gehenkt. Lange Zeit hatte sich Ludwig XVI. gegen eine Flucht, die ihm besonders von seiner Frau nahegelegt wurde, ausgesprochen. Ein Gesinnungswandel stellte sich erst ein, als Angehörige der Nationalgarde und der Pariser Sansculotten am 18. April den alljährlichen Osterausflug der königlichen Familie ins Schloss Saint-Cloud verhinderten, weil sie ihn verdächtigten sich nach Brüssel in die Österreichischen Niederlande absetzen zu wollen, wo sein Schwager Leopold II. herrschte. In Wahrheit wollte er unbeobachtet die Kommunion aus der Hand eines eidverweigernden Priesters empfangen. Im Bewusstsein seiner persönlichen Unfreiheit plante das Königspaar nun tatsächlich seine Flucht in die lothringische Festung Montmédy, deren Kommandant François-Claude-Amour de Bouillé ihm treu ergeben war. Da Mirabeau kurz zuvor gestorben war, musste sich das Königspaar auf andere Berater verlassen, namentlich Louis Auguste Le Tonnelier de Breteuil und Marc Marie Marquis de Bombelles, die aber länger im Ausland gelebt hatten und deswegen mit den inneren Verhältnissen Frankreichs nach dem Bastillesturm nicht vertraut waren. Bouillés Beteiligung brachte ihm 1792 eine wenig schmeichelhafte Erwähnung in der Marseillaise ein, die seit 1879 die französische Nationalhymne ist.

### Der Fluchtplan
Der Liebhaber der Königin Marie-Antoinette, Hans Axel von Fersen, organisierte die Flucht. Unter einem Vorwand ließ er in regelmäßigen Abständen zwischen Paris und Montmédy Kavallerieposten und Wechselpferde aufstellen. Außer ihm und de Bouillé war noch Außenminister Armand Marc de Montmorin Saint-Hérem eingeweiht. Möglicherweise war auch General La Fayette Teil des Komplotts, der als Kommandant der Nationalgarde für die Bewachung der Tuilerien verantwortlich war. Ließ er den König absichtlich entkommen, um selber Staatschef zu werden oder um ihn wieder einzufangen und so sein schwindendes Prestige aufzubessern? Neben dem König und der Königin, die sich als Kammerdiener und Kammerzofe verkleideten, reisten ihre Kinder mit: die zwölfjährige Marie Thérèse und der vierjährige Louis Charles. Madame Elisabeth, die Schwester des Königs, gab sich als seine Kinderfrau aus. Die wahre Gouvernante der Kinder, Madame de Tourzel, aus deren Memoiren die Einzelheiten der Flucht bekannt sind, mimte unter dem Namen der Baronin Korff die Herrin der Reisegesellschaft. Außerdem reisten drei Leibwächter mit. Die echte Baronin Korff war zur Sicherheit dieselbe Strecke mit der gleichen Anzahl von Begleitern gefahren. Niemand hatte sie nach ihrem Pass gefragt. Hinter Châlons sollte de Bouillé die Flüchtlinge mit Soldaten erwarten und sicher nach Montmédy begleiten.

### Die Proklamation
Ludwig ließ bei seiner Abreise eine Proklamation zurück, die direkt an das französische Volk gerichtet war. Darin erläuterte er die Gründe seiner Flucht: Er sei in den Tuilerien ein Gefangener gewesen, was er aber geduldet habe, solange er auf die Wiederherstellung von Ordnung und Wohlergehen haben hoffen können. Als Gründe für seine Flucht nannte er die Zerstörung seines Königtums, die Verletzung seines Eigentums und die Bedrohung seiner persönlichen Sicherheit. Verantwortlich für all das seien die revolutionären Klubs und die radikale Pariser Publizistik. Er warf der Nationalversammlung vor, aus der Monarchie ein «vain simulacre», ein „leeres Trugbild“ gemacht zu haben. In ihrer konstitutionellen Form sei sie «un gouvernement métaphysique et philosophique impossible dans son exécution», „ein metaphysisches und philosophisches Regierungssystem, das in der Praxis nicht funktionieren kann“. Daher rief er «ses fidèles sujets», „seine treuen Untertanen“ dazu auf, endlich die bösen Absichten der Revolutionäre zu durchschauen, die das Vaterland unter dem Vorwand seiner Erneuerung zerstören wollten:

« Revenez à votre Roi, il sera toujours votre père, votre meilleur ami. Quel plaisir n'aura-t-il pas d'oublier toutes ses injures personnelles, et de se revoir au milieu de vous lorsqu'une Constitution qu'il aura acceptée librement fera que notre sainte religion sera respectée, que le gouvernement sera établi sur un pied stable et utile par son action, que les biens et l'état de chacun ne seront plus troublés, que les lois ne seront plus enfreintes impunément, et qu'enfin la liberté sera posée sur des bases fermes et inébranlables. »

„Wendet euch von neuem eurem König zu, er wird immer euer Vater, euer bester Freund sein. Welche Freude wird es nicht für ihn sein, alle persönlichen Beleidigungen zu vergessen und sich in eurer Mitte wiederzufinden, während eine Verfassung, die er in freier Entscheidung angenommen haben wird, bewirkt, dass eure heilige Religion respektiert wird, dass die Regierung auf festem und durch ihr Handeln nützlichem Boden ruht und dass schließlich die Freiheit auf sicherer und unerschütterlicher Basis errichtet sein wird.“

### Die Flucht
Kleinere Zwischenfälle hatten die Flucht, die zunächst vom 12. Juni auf den 15. Juni verschoben worden war, bis zum 20. Juni, einem Montag, verzögert. Um keinen Verdacht zu erregen, waren die Königin und die Kinder noch am Abend im Garten spazieren gegangen. Marie-Antoinette hatte Anweisungen für eine kleine Ausfahrt für den folgenden Tag gegeben und sich dann zurückgezogen. Gegen 22 Uhr weckte die Königin die Kinder. Hierauf wechselten alle ihre Kleidung, der Dauphin musste Mädchenkleider tragen. Über einen komplizierten Weg durch die Zimmerfluchten begaben sie sich in einzelnen kleinen Gruppen durch den Personalausgang ins Freie, wo sie Fersen in der Uniform eines Kutschers mit einer Droschke erwartete. Zunächst kam Tourzel mit den Kindern, danach Madame Elisabeth mit einem Leibgardisten. Sie berichtete, dass sich kurzfristig der General Lafayette und der Pariser Bürgermeister Jean-Sylvain Bailly zu einer Abendaudienz eingefunden hätten. Die Königin kehrte in den Salon zurück, wo ihre Abwesenheit nicht bemerkt worden war. Um 22 Uhr 45 ging die königliche Familie wie gewohnt auseinander. Die Abfahrt verzögerte sich um fast zwei Stunden, bis der König endlich kam und wenig später Marie-Antoinette.

Die Fluchtroute der königlichen Familie

Um halb ein Uhr nachts stiegen die königlichen Flüchtlinge in eine Mietkutsche und fuhren los. Unbehelligt passierten sie die Stadtgrenze an der Rotonde de la Villette und stiegen in eine bequemere Berline um. Gegen zwei Uhr war Bondy erreicht, wo die restlichen Leibwächter warteten und Fersen verabschiedet wurde.
Um sechs Uhr rollte die Berline durch Meaux, vor sieben Uhr durch La Ferté-sous-Jouarre. Mehrmals wurden unvorhergesehene Rasten eingelegt, bei denen Bauern und Postillons das Königspaar erkannten. Es kam zu weiteren Verzögerungen, als die Gespanne zwischen Chaintrix und Châlons zwei Mal stürzten und dabei die Zügel rissen. Es brauchte mehr als eine Stunde, den Schaden zu beheben. Auch in Châlons wurden die Reisenden erkannt, ohne dass man ihnen feindselig begegnete. Die Verspätung der Flüchtlinge brachte währenddessen die Soldaten Bouillés in große Verlegenheit. Sie hatten das Aufsehen der Bevölkerung erregt, die glaubte, die Soldaten wären gekommen, um die im August 1789 abgeschafften Feudalrechte wiederherzustellen. Es kam zu Zusammenstößen, woraufhin Bouillé sie zurückzog.
Inzwischen, das wussten die Reisenden, war ihre Abwesenheit schon lange bemerkt worden. In Paris musste Chaos herrschen. Madame de Tourzel erzählte, wie der König schon am Morgen auf seine Uhr geschaut und gesagt hatte: „‚La Fayette fühlt sich jetzt gar nicht wohl in seiner Haut.‘ Sie fährt fort: ‚Es war schwierig, sich in die Besorgnis des Generals hinein zu versetzen und ein anderes Gefühl zu empfinden als Freude darüber, die Abhängigkeit von ihm abgeschüttelt zu haben.‘“
Erst gegen sechs Uhr nachmittags mit einer Verspätung von drei Stunden traf die königliche Familie am vereinbarten Treffpunkt mit den bewaffneten Einheiten ein. Doch an der Posthalterei Pont de Somme-Vesle hinter Châlons waren die vierzig Husaren des Régiment de Louzon unter dem Kommando von Sous-lieutenant Boudet, die sie erwarten sollten, gegen fünf Uhr dreißig bereits wieder abgezogen worden in der Annahme, die Flucht sei fehlgeschlagen.
Trotz dieser schlechten Nachricht ließ der König die Pferde wechseln und fuhr weiter. Gegen acht Uhr abends erreichte der Wagen unbehelligt Sainte-Menehould. Hier beging der König eine folgenschwere Unvorsichtigkeit. Während einer Diskussion seiner Leibgardisten vor dem Posthaus streckte er den Kopf aus dem Wagenfenster. Der Postmeister Drouet erkannte Ludwig und ritt, nachdem er davon berichtet hatte, im Auftrag des Stadtrates mit dem Bezirksangestellten Guillaume nach Varennes, um Alarm zu schlagen.
Gegen 23 Uhr erreichte die Kutsche des Königs Varennes. Die Postkutscher hielten bereits am ersten Haus und wollten mit den Pferden zurückkehren, da sie vom Postmeister am nächsten Tag gebraucht wurden. Die Leibwächter machten sich vergeblich auf die Suche nach der Posthalterei. Endlich waren die Postillone doch bereit, in das Städtchen hineinzufahren.
Doch Drouet kam gleichzeitig mit der Kutsche in dem kleinen Ort an und sorgte dafür, dass sie angehalten wurde. Als die Berline am Torweg Saint-Gengoult vorfuhr, stellte sich ihr ein Dutzend Bewaffneter in den Weg, während Sturm geläutet wurde. Der Krämer Jean-Baptiste Sauce, Bürgermeister der Gemeinde, öffnete den Wagenschlag, fragte die Insassen aus und verlangte Pässe. Da alles in Ordnung zu sein schien, wollte Sauce die Insassen weiterfahren lassen, doch Drouet widersprach entschieden. So ließ Sauce die Reisenden aussteigen.

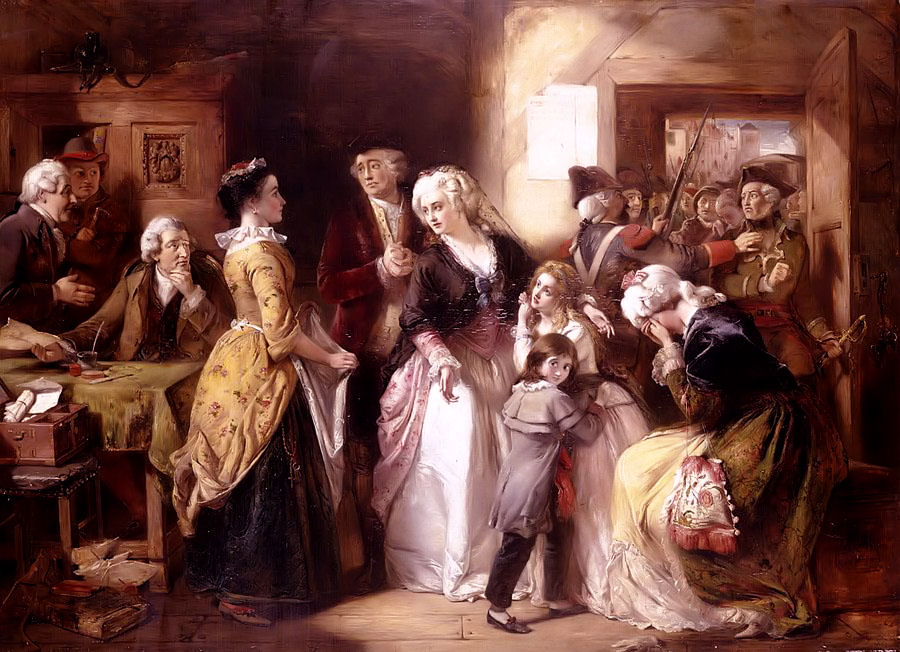
Thomas Falcon Marshall: Die Verhaftung Ludwigs XVIs und seiner Familie im Haus des Passbeauftragten in Varennes im Juni 1791. Historiengemälde aus dem Jahr 1854.

Das Königspaar, Madame Elisabeth, Madame de Tourzel und die drei Leibwächter Moustiers, Malden und Valory gingen durch den Krämerladen über eine Treppe in ein Zimmer hinauf. Dort hing zufällig ein Porträt des Königs, mit dem er nun verglichen wurde, während die Kinder in das Bett der kleinen Sauces kamen. In Varennes wurde der Belagerungszustand ausgerufen. Ludwig leugnete so lange, bis ihm ein früherer Bewohner von Versailles vorgeführt wurde, der seine Identität bestätigte. Nun gab der König seinen Widerstand auf und erklärte, er habe Paris verlassen, um seine Familie bei guten Franzosen in Sicherheit zu bringen. Vergeblich versuchten die Bürger, den König zur freiwilligen Rückkehr zu bewegen.
Gegen ein Uhr morgens erschien der junge Herzog von Choiseul-Stainville, der in die Fluchtpläne eingeweiht war, beim König und bot ihm an, mit seinen vierzig Husaren ihn und seine Familie zu retten, doch Ludwig lehnte ab. Später traf Hauptmann Deslon, der den König in Stenay erwartet hatte, mit sechzig Husaren in Varennes ein. Er fragte den König nach seinen Befehlen, doch dieser bezeichnete sich als Gefangener, der keine Befehle erteilen könne.
Gegen Morgen kamen Romeuf und Bayon, die Beauftragten der Nationalversammlung, die dem König das Dekret zu seiner Festnahme überbrachten. Immer lauter erschollen die Rufe „Nach Paris!“. Um sieben Uhr dreißig kam endlich der König aus seinem Zimmer und stieg, gefolgt von den Seinen, wieder in die Kutsche, um nach Paris zurückzukehren.

### Rückkehr nach Paris
Am 22. Juni mussten Ludwig, Marie-Antoinette, Madame Elisabeth, die „Kinder Frankreichs“ und Frau von Tourzel die Rückreise nach Paris antreten. Eine stets wachsende Menschenmenge begleitete den Wagen, äußerte Beschimpfungen gegen König und Königin und wurde handgreiflich gegenüber den Leibgardisten, die auf dem Kutschbock saßen. In Sainte-Menehould wollte der Bürgermeister die königliche Familie für den Rest des Tages und die kommende Nacht beherbergen. Als die Pferde ausgespannt wurden, beschimpfte die Menge den Bürgermeister als Verräter und zwang seine Gäste zur Weiterfahrt. Kurz hinter Sainte-Menehould versuchte Graf Dampierre zum König vorzudringen, er wurde aber vor dessen Augen niedergemacht.
Die königliche Familie übernachtete die erste Nacht in der Intendantur von Châlons. Hier wurde dem König ein Fluchtangebot gemacht, das er ablehnte, weil er sich nicht von seiner Familie trennen wollte. In Chouilly wurde dem König ins Gesicht gespuckt, der Königin und Madame Elisabeth das Kleid zerrissen. Die Panik der mit Sensen bewaffneten Bauern steigerte sich ständig aus der Befürchtung heraus, königstreue Truppen würden den König befreien und sich dann an ihnen rächen. In Epernay, wo die Kutsche eine einstündige Rast einlegte, nahm die königliche Familie in feindseliger Umgebung ein Mahl ein, während eine Frau die Kleider notdürftig zusammennähte.

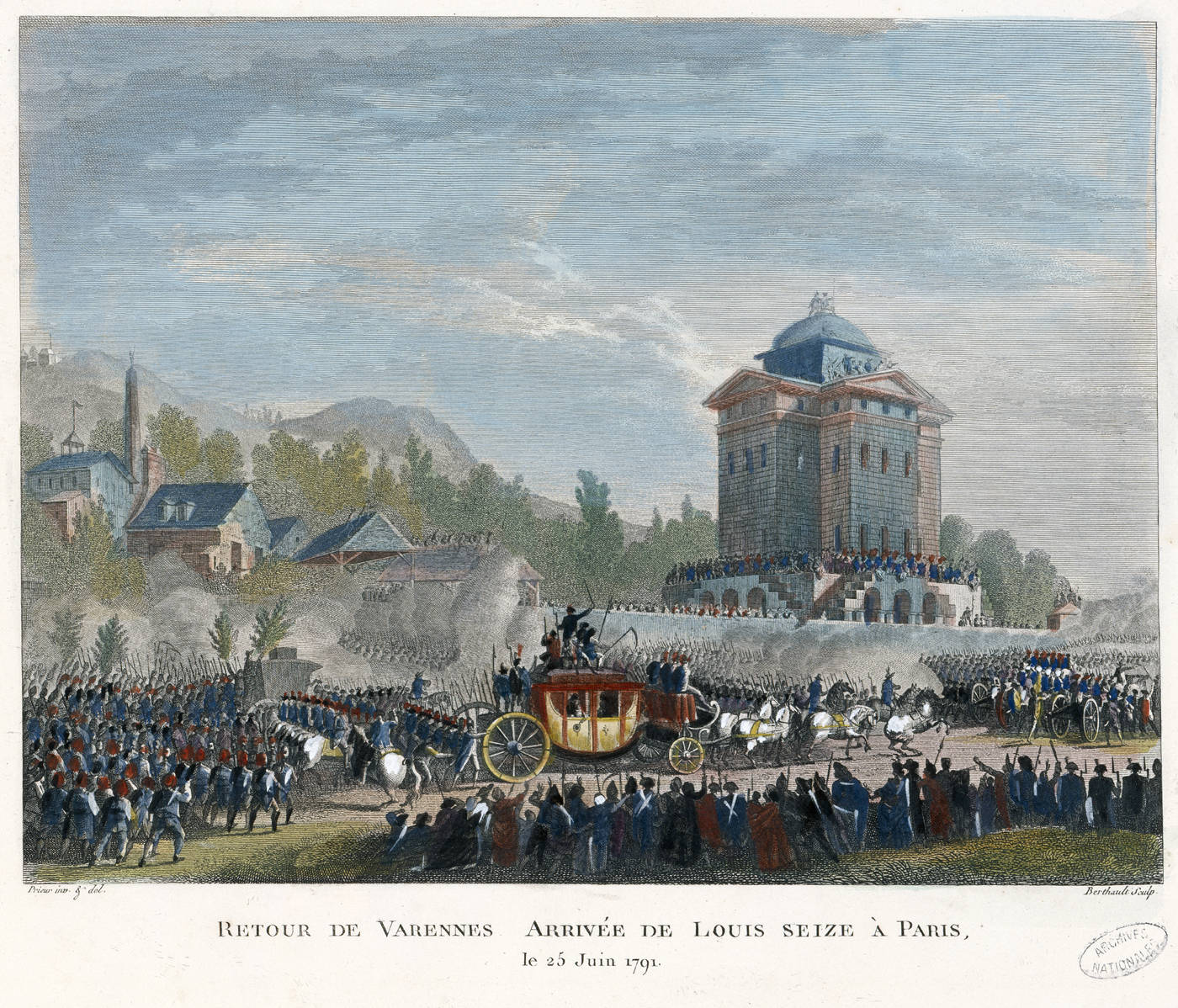
Jean Duplessis-Bertaux : Die Rückkehr Ludwigs XVI. nach Paris am 25. Juni 1791. Kolorierter Kupferstich nach einer Zeichnung von Jean-Louis Prieur

Noch bevor Dormans erreicht wurde, trafen am 23. Juni drei Kommissare der Nationalversammlung ein: Latour-Maubourg und die kurz darauf populär werdenden Messieurs Antoine Barnave und Jerôme Pétion. Sie sollten die Rückkehr des Königs sichern. Der König versicherte ihnen nachdrücklich, er habe nie die Absicht gehabt, Frankreich zu verlassen. In einer Herberge in Dormans wurde die zweite Nacht verbracht.
Eine dritte Übernachtung erfolgte im bischöflichen Palais von Meaux. Im Wald von Bondy versuchte eine aufgebrachte Menschenmenge die Kutsche zu stürmen. Nach vier Tagen am 25. Juni erreichten die Reisenden die Hauptstadt, wo sie von La Fayette und seinem Generalstab empfangen wurden. Im Schritttempo bewegte sich der Zug, von Nationalgardisten und Schweizer Gardisten begleitet, durch eine riesige Menschenmenge. Alle schwiegen, alle behielten die Hüte auf. Der Historiker Albert Soboul nennt diese Szene den „Leichenzug der Monarchie“.
Um 19 Uhr 45 kam man bei den Tuilerien an. Die Leibwächter, an denen sich die Menge vergriff, wurden eilends in das Schloss gezogen. Sodann entstieg der König der Kutsche, es folgte die Königin, die vom Herzog von Aiguillon und den Abgeordneten gestützt wurde, während ihr der Deputierte Menou den Dauphin hinterhertrug. Sofort rechtfertigte Ludwig XVI. seine Abreise gegenüber den Deputierten und nahm den respektvollen Tadel La Fayettes an. Seine Reise habe gezeigt, dass er die Haltung der Franzosen falsch eingeschätzt habe.

### Folgen
In den Tuilerien war die Flucht der königlichen Familie am 21. Juni um sieben Uhr früh bemerkt worden. La Fayette, Bailly und der Präsident der Nationalversammlung Alexandre de Beauharnais berieten die Lage: Ohne den König schien die Verfassung, an der seit Juli 1789 gearbeitet wurde, Makulatur. Gemeinsam einigten sie sich deshalb auf die Fiktion, Ludwig wäre „von Feinden der Revolution entführt“ worden. Justizminister Marguerite-Louis-François Duport-Dutertre legte der Nationalversammlung Ludwigs Proklamation vor. Barnave warb mit leidenschaftlichen Worten dafür, die Fiktion, Ludwig sei entführt worden, anzunehmen: Man wolle schließlich die Revolution beenden und keine neue entfachen: Jede Schwächung der Zentralgewalt gefährde die innere Ordnung und das Privateigentum. Auch die schwierige außenpolitische Lage spreche für nationale Geschlossenheit. Maximilien de Robespierre widersprach heftig, aber die Mehrheit der Abgeordneten stimmte Barnave zu. Dies wurde noch dadurch erleichtert wurde, dass Bouillé, der aus Frankreich geflohen war, in einem Brief an die Nationalversammlung die Verantwortung für diese Entführung übernahm. Dem geschwächten König blieb nichts anderes übrig als vor dieser Institution die Verfassung von 1791 zu beschwören, die die Herrschaft des Königs auf ein suspensives Vetorecht für von der Nationalversammlung ausgearbeitete Gesetze beschränkte.
In Paris wurde die Flucht des Königs verbreitet als Verrat empfunden. Man glaubte, eine militärische Intervention des Auslands stünde unmittelbar bevor. Die Sektionen tagten in Permanenz. Robespierre empörte sich am 22. Juni im Jakobinerclub:

« C’est au milieu de nous, c’est dans cette capitale que le roi fugitif a laissé les appuis sur lesquels il compte pour sa rentrée triomphante! »

„In unserer Mitte, in dieser Hauptstadt hat der flüchtige König Helfer hinterlassen, auf die er für seine triumphale Rückkehr rechnet!“

Auf dem Land machte sich Panik breit, ähnlich der Grande Peur vom Sommer 1789: Man griff zu den Waffen, um die erwartete Intervention zurückzuschlagen. Schlösser wurden niedergebrannt und Adlige, die noch nicht emigriert waren, wurden bedroht. Der Kurs der Assignaten stürzte um über 30 % ab, die Kapitalflucht ins Ausland nahm zu. Die Flucht des Königs schwächte auch das Militär, weil sich nun viele Offiziere ins Ausland absetzten. Um die Sicherheit der Grenzen aufrechtzuerhalten, mussten verstärkt Freiwillige angeworben werden, wodurch sich ein Konflikt zwischen der traditionell königstreuen Linieninfanterie und den der neuen Nationalarmee abzeichnete.

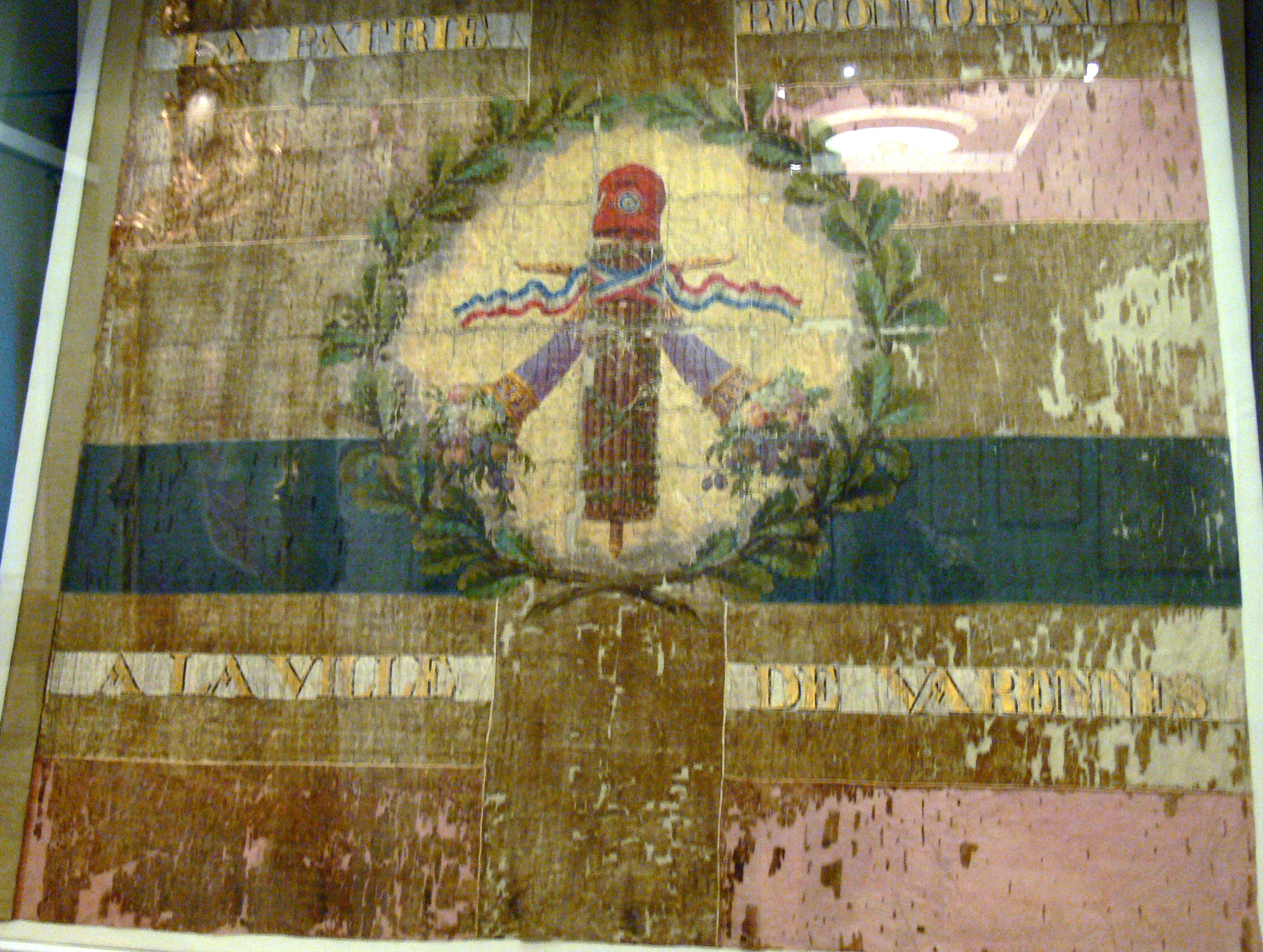
Fahne, die den Bürgern von Varennes für die Gefangennahme Ludwigs XVI. verliehen wurde, Deutsches Historisches Museum Berlin.

In Paris mehrten sich Stimmen, die die Absetzung des Königs forderten. Jean-Paul Marat etwa behauptete bereits am 21. Juni 1791 in seiner Zeitung L’Ami du Peuple, Ludwig werde in wenigen Tagen an der Spitze eine Armee von Emigranten, Unzufriedenen und österreichischen Truppen Paris zu belagern und alle Patrioten als Rebellen zu bestrafen. Als einziges Gegenmittel empfahl er „einen Militärtribunen [zu] ernennen, einen obersten Diktator, der die wichtigsten bekannten Verräter richten soll.“ Die Unterzeichnung einer Petition über dieses Thema führte einen Monat später, am 17. Juli 1791 zum Massaker auf dem Marsfeld.
Der amerikanische Historiker Timothy Tackett glaubt, dass die reale Verschwörung, die in der sorgfältig vorbereiteten Flucht des Königs offenkundig wurde, mit verantwortlich war für die zahlreichen Verschwörungstheorien, die von nun an für den Diskurs der Revolutionäre typisch waren.

### Die Motive des Königs
Über die Motive des Königs, die ihn zu seiner Flucht bewogen, herrscht bis heute keine Einigkeit. Albert Soboul etwa folgt dem zeitgenössischen Diskurs der Jakobiner und nimmt an, er habe mit Bouillés Armee in den Machtbereich der Habsburger vorstoßen wollen, um mit deren Truppen nach Paris zurückzukehren, die Nationalversammlung und die Clubs aufzulösen und seine absolute Herrschaft wieder herzustellen. Der britische Historiker John Hardman sieht für diesen Plan aber nur einen einzigen Quellenbeleg: Ludwigs Vertrauter Breteuil hinterließ ihm in Montmédy ein Schreiben, das die Wiederherstellung des Ancien Régime vorschlug, wonach er selber hoffte, Ludwigs Premierminister zu werden. Die zustimmende Antwort Ludwigs, mit der er Breteuil alle Vollmachten gab, ist aber aller Wahrscheinlichkeit nach eine Fälschung. Hardman glaubt, es sei Ludwig vielmehr darum gegangen, sich dem Druck der revolutionären Pariser Stadtbevölkerung und der Clubs zu entziehen, um dadurch freier über die Verfassung verhandeln zu können. Seine Ziele seien dabei ein Initiativrecht, ein absolutes Veto und eventuell auch das Recht zur Parlamentsauflösung gewesen, wie es sie in der englischen Verfassung gab. Auch der britische Historiker Ambrogio Caiani verweist auf die schwierige Quellenlage – die meisten Papiere, die die Vorbereitung der Flucht betrafen, seien vorsorglich vernichtet worden. Er glaubt ebenfalls nicht, dass Ludwig vorhatte, ins Ausland zu fliehen. Vielmehr habe er darauf gesetzt, dass die Nähe von Montmédy zur niederländischen Grenze und die Drohung einer österreichischen Militärintervention ausreichen würden, eine neue Verfassung zu diktieren. Volker Sellin sieht in der Flucht den Versuch Ludwigs, eine plebiszitäre Herrschaft zu begründen: Er habe sich in seiner Proklamation zum Verfassungsstaat bekannt und die Zusagen bekräftigt, die er am 23. Juni 1789 gemacht hatte. Die Nationalversammlung aber habe er delegitimiert und stattdessen ein unmittelbares Vertrauensverhältnis zwischen Volk und Monarch stiften wollen.

## Verfilmung
Im Jahr 1982 wurde die Flucht der königlichen Familie im Rahmen einer französisch-italienischen Koproduktion unter dem Titel La Nuit De Varennes/Il mondo nuovo, deutsch Flucht nach Varennes, unter der Regie von Ettore Scola verfilmt.